# ルスラン・コムチャック
ルスラン・ボリーソヴィチ・コムチャック（ウクライナ語: Русла́н Бори́сович Хомча́к、1967年6月5日 - ）は、ウクライナの軍人。2021年7月27日からウクライナ国家安全保障・国防会議第一副書記。

## 経歴
1967年6月5日にウクライナ・ソビエト社会主義共和国リヴィウで誕生する。1988年にモスクワ高等軍事学校を卒業後、ドイツ駐留ソ連軍、白ロシア軍管区で勤務する。
1991年のウクライナ独立後、ウクライナ陸軍第24機械化師団に7年間勤務した。
2010年、第6軍団副軍団長に任命され、2011年に少将へ昇進した。2012年に第6軍団長に任命され、2013年8月に中将へ昇進した。第6軍団は2013年11月に南部作戦管区へ改編された。
2014年のドンバス戦争では、セクターB司令官として対テロ作戦に従事、8月のイロヴァイスクの戦いに参加、8月31日に親ロシア派の包囲網から脱出した
。
2019年5月21日にウクライナ軍総司令官兼参謀総長に任命され、2020年3月27日にウクライナ軍総司令官へ任命される。
2019年12月5日、大将に昇進。
2021年7月27日、ウォロディミル・ゼレンスキー大統領からウクライナ軍総司令官解任とウクライナ国家安全保障・国防会議第一副書記の任命を受ける。

## 栄典
- 3等功労勲章 - 2004年12月7日
- 2等功労勲章 - 2020年8月21日[12]
- 祖国防衛記章（英語版）
- 勇気と名誉勲章（ウクライナ語版）
- 熟練兵士勲章（ウクライナ語版）
- ウクライナ軍勤続10年勲章（ウクライナ語版）
- ウクライナ軍勤続15年勲章（ウクライナ語版）
- 誠実な奉仕記章（ウクライナ語版）